# Sue Naegle
Sue Naegle é uma executiva estadunidense. Ela foi presidente da HBO Entertainment de 2008 a 2013, quando saiu e formou sua própria produtora. Ela trabalhou anteriormente como diretora de conteúdo da Annapurna Pictures. Em agosto de 2012, ela foi reconhecida como a 46ª mulher mais poderosa do mundo pela revista Forbes.

## Infância e educação
Naegle cresceu em Rockaway, Nova Jersey e frequentou a Morris Hills High School. Ela se formou na Universidade de Indiana, em 1991, com um diploma de Bacharel em Telecomunicações.

## Carreira
Naegle começou sua carreira na sala de correio da United Talent Agency. Dois anos depois, ela se tornou uma de suas agentes e passou a ser nomeada sócia e diretora do departamento de TV da agência em 1999. Enquanto estava lá, desenvolveu vários programas de sucesso, incluindo The Bernie Mac Show e os dramas da HBO Six Feet Under e True Blood.
Em 2008, ela foi nomeada presidente da HBO Entertainment, supervisionando todas as séries originais e permaneceu nessa posição até 2013. Girls, Game of Thrones, Boardwalk Empire e Veep da HBO foram todos desenvolvidos sob sua liderança. Em agosto de 2012, ela foi reconhecida como a 46ª mulher mais poderosa do mundo pela revista Forbes. No último ano de seu mandato, a HBO ganhou 27 prêmios Emmy. Após sua saída, ela formou sua própria produtora Naegle Ink. Ela é produtora executiva da série Cinemax Outcast, que iniciou a produção em 2015. Em 2016, ela foi nomeada chefe da Annapurna Television, uma divisão da Annapurna Pictures. Em 2019, ela foi nomeada diretora de conteúdo da Annapurna Pictures, onde supervisionou o desenvolvimento de TV, cinema e teatro. Em março de 2022, Naegle deixou a empresa.

## Vida pessoal
Ela foi casada com o comediante Dana Gould e tem três filhas adotadas da China chamadas Liu Liu, Alice e Nell.